# Heteroecisch
Bij een heteroecische (Gr. ewpog = anders+ ouov = huis, woning) schimmel zijn voor het voltooien van de levenscyclus twee verschillende waardplanten nodig. Dit verschijnsel werd voor het eerst ontdekt door A.S. Ørsted in 1863.
Voorbeelden zijn:
- Puccinia graminis, waarbij op de graanplant de vegetatieve fase plaatsvindt (primaire waardplant). Hierop worden teleutosporen, basidiosporen en uredosporen gevormd en op de zuurbes vindt de generatieve fase plaats (secundaire waardplant), waarbij spermatiën en aeciosporen gevormd worden.
- Peer-jeneverbesroest, waarbij de jeneverbes de winterwaardplant en gewone peer de meest voorkomende zomerwaardplant is.
- Weymouth-dennenblaasroest, waarbij de primaire waardplanten vijf-naalds dennen zijn en de secundaire waardplanten Ribes-soorten.